# Santa Rosa de los Pastos Grandes
Santa Rosa de los Pastos Grandes es una pequeña población ubicada en el oeste de la provincia de Salta, en el departamento Los Andes, casi en el centro de la Puna de Atacama a casi 4.000 m s. n. m. y prácticamente al pie del volcán Quevar, cuya cumbre nevada de 6.200 m s. n. m. se eleva al noroeste.
Al sur se ubica el extenso Salar de Pozuelos y el también extenso Salar de la Laguna Barreal. Si se viaja desde el este, partiendo de San Antonio de los Cobres, haciendo un desvío de la RN 51 e internándose en la Puna por la ruta provincial salteña 129, tras atravesar la Sierra de los Pastos Grandes y ya en medio de un dilatado páramo muchas veces nevado, Santa Rosa es como una aparición de adobe, «es (tal cual ha dicho un viajero) un pueblo de sueños en medio de la Puna... en medio de la nada.»

## Población
Contaba con 136 habitantes (Indec, 2001), en el censo anterior figuraba como población rural dispersa. En 2010 contaba con 168 habitantes, pero al 2021 cuenta con 27 familias.

## Historia
Esta antiquísima y pequeña población tuvo su origen en asentamientos atacameños. El territorio fue invadido por el imperio incaico hacia 1475 d. C., lo más llamativo de tal dominación fue la construcción de un santuario en la nevada cumbre del volcán Quevar de 6.200 m s. n. m. en el que se sacrificaban muchachas; en 1535 d. C. el territorio sufrió otra invasión, la de los conquistadores españoles, cuya dominación sería mucho más extensa. En 1811 al surgir las Provincias Unidas del Río de la Plata es cuando el territorio comenzó a liberarse del dominio colonial, pero estaría luego litigado militarmente entre Argentina, Bolivia y Chile. Tras la derrota boliviana, Chile hubo de reconocer por laudo la soberanía argentina en la región durante el año 1899. En 1900 ya organizada la argentina gobernación de Los Andes, Santa Rosa de los Pastos Grandes pasó a ser la capital del departamento central (Departamento de los Pastos Grandes) de dicho territorio. Al concluir la existencia del territorio de los Andes en 1943 el área de los Pastos Grandes sumada a la de San Antonio de los Cobres  pasó a formar el departamento salteño de Los Andes.
El pueblo tiene una escuela con unos 57 niños al año 2022, contando con el nivel inicial, según lo informado por su directora Alicia Cabral. También cuenta con una capilla y un puesto sanitario.

## Economía
Desde los más remotos tiempos de poblamiento humano la economía ha sido de subsistencia, con pequeñas chacras o huertas al fondo de las vegas someramente irrigadas por el agua de los deshielos. En tales pequeñas huertas se cultiva principalmente la papa y la quinua. La vega (relativamente húmeda, relativamente tibia y bastante protegida de los temibles vientos blancos) ha posibilitado también una mínima ganadería extensiva de auquénidos (llamas, alpacas), existiendo especies silvestres de auquénidos como la vicuña (muy útil por su finísimo vellón). Los españoles introdujeron ovinos y caprinos, animales que, junto a las gallinas, son actualmente importantísimos para la dieta puneña. En las inmediaciones también se encuentran chinchillas y zorros de finas pieles, aunque estos animales, junto con las vicuñas, han sufrido una grave depredación humana durante el siglo XX.

Otro rubro que ha sido importante para Santa Rosa de los Pastos Grandes, ha sido el del tráfico de reses en pie (vacunos) desde Salta hasta Antofagasta del Mar.

## Turismo
Gran parte de los atractivos turísticos de Santa Rosa de los Pastos Grandes ya han sido señalados, y están las celebraciones religiosas a la Pachamama (Tierra Madre); se realiza una procesión, se cava un pozo en la tierra, pozo que simboliza la "boca" de la tierra y se efectúa el rito del chauyaco (multiplicación) arrojando al mencionado pozo la parte principal de un banquete colectivo, esto es: bocados de kikincha (un guiso a base de corderito y/o llama), locro, humita y paparunas (pequeñas patatas). También se escancia caña quemada -o si no ginebra- con ruda macho macerada en la bebida espirituosa. Por otra parte, el territorio que le rodea presenta paisajes extraordinarios, los grandes salares de miles de kilómetros cuadrados, las cordilleras de más de 6.000 metros de altitud, las curiosas geoformas, los interesantes petroglifos de la antigua cultura atacameña. Todo esto justifica que Santa Rosa de los Pastos Grandes esté dentro de la Reserva Natural Provincial Los Andes.

## Defensa Civil

### Sismicidad
La sismicidad del área de Salta es frecuente y de intensidad baja, y un silencio sísmico de terremotos medios a graves cada 40 años.
- Sismo de 1930: aunque dicha actividad geológica catastrófica, ocurre desde épocas prehistóricas, el terremoto del 24 de diciembre de 1930 (94 años),[2] señaló un hito importante dentro de la historia de eventos sísmicos salteños, con 6,4 Richter. Pero nada cambió extremando cuidados y/o restringiendo códigos de construcción.[1]
- Sismo de 1948: el 25 de agosto de 1948 (76 años) con 7,0 Richter, el cual destruyó edificaciones y abrió numerosas grietas en inmensas zonas[2][1]
- Sismo de 2010: el 27 de febrero de 2010 (15 años) con 6,1 Richter